# 倪华
倪华（1983年5月31日—），上海人，中国国际象棋棋手。2003年获得国际象棋特级大师称号，也是中国第15位特级大师。
倪华于2006年、2007年、2008年三度获得全国国际象棋个人锦标赛冠军。2008年4月，他与卜祥志成为继王玥之后中国第二、三位等级分超过2700分的棋手。2014年，他作为中国国家队的成员夺得了第四十一届国际象棋奥林匹克团体金牌。